# アリメント工業
アリメント工業株式会社（アリメントこうぎょう）は、山梨県南巨摩郡南部町に本社を置く健康食品受託製造会社。
主に顆粒や錠剤、カプセル（ソフトカプセルおよびハードカプセル）の製造を行っている。

## 概要
- 設立:1983年7月27日
- 従業員:210名
- 資本金:20,000,000円

## 沿革
- 1976年、東海カプセル株式会社よりソフトカプセル部門を独立し設立。
- 1983年、本社工場を山梨県南巨摩郡南部町に移転。
- 1993年、本社工場を拡張（粉体工場、カプセルラインを建設）。
- 1998年、研究技術棟を建設。
- 2002年、新富士工場を建設。
- 2009年3月、ISO22000:2005【健康食（ソフトカプセル、ハードカプセル、錠剤、顆粒、粉末）の製造及び加工】 認証を取得。
- 2009年11月、ハラール認証を取得（本社工場）。
- 2012年3月、新富士第二工場を建設。
- 2012年7月、NSF International GMP認証（cGMP認証）を取得（新富士工場）。
- 2015年6月、Ｒ＆Ｄセンターを新富士工場の隣地に建設。
- 2015年10月、NSF International GMP認証（cGMP認証）を取得（本社工場）。
- 2017年、本社工場に新粉体工場棟を建設。

（以上出典:）

## 事業所・工場一覧
- 本社兼工場（山梨県南巨摩郡南部町） - 主に粉体製品（顆粒）や錠剤、ハラール製品の製造を受け持つ。
- 新富士工場（静岡県富士市） - カプセル類（ソフトカプセル及びハードカプセル）の製造を受け持つ。
- R&Dセンター（静岡県富士市） - 製品の試作・研究開発を行う。新富士工場に併設。
- 新富士第二工場（静岡県富士市） - 主に製品の包装を担う。
- 東京支店（東京都中央区）
- 大阪支店（大阪府大阪市中央区）